# Visayas
Visayas ili Visayan otoci, jedan je od tri glavne geografske podjele Filipina zajedno s Mindanaom i Luzonom. Sastoji se od nekoliko otoka, prvenstveno oko Visajskog mora.  Stanovnici su poznati kao Visayanci.
Glavni otoci Visayasa su Panay, Negros, Cebu, Bohol, Leyte i Samar. Regija također može uključivati otoke Romblon i Masbate, čije se stanovništvo identificira kao Visayani.
Postoje tri administrativne regije u Visayas: Zapadni Visayas, Središnji Visayas i Istočni Visayas, te 16 provincija. Što se tiče zastupljenosti u filipinskom kongresu, Visayas predstavlja 44 kongresmena
Prema podacima iz 2010. godine u Visayasu živi 11 203 760 stanovnika, dok je prosječna gustoća naseljenosti 294,28 stan./km2. U regiji se govori nekoliko jezika glavni su hiligaynon ili ilonggo na zapadu, cebuano u središnjem Visayas i waray u istočnom Visayas. 